# Younis Mahmoud
Younis Mahmoud (árabe: يونس م) es un exfutbolista Iraquí que nació el 3 de febrero de 1983 que jugaba en la posición de delantero. Su último equipo fue el Al Gharafa de Catar, y fue internacional con la Selección de fútbol de Irak.

## Historia de su Carrera deportiva
Empezó jugando al baloncesto en el Al-Dibbs Electric de su país, aunque acabó pasándose al fútbol en el equipo de su pueblo natal en la tercera división Iraquí. Después fue traspasado al Kirkuk (equipo de fútbol de la segunda división iraquí) donde acabó destacando. Este hecho hizo que fuera fichado por Al-Talabade la primera división Iraquí en la temporada 2001/2002 donde consiguió 21 goles.
Los problemas bélicos que había en Irak y la pérdida de varios familiares hicieron que este jugador tuviera que huir. Esto hizo que fuera fichado por el Al-Wahda FC de los Emiratos Árabes Unidos donde jugó una temporada en la que consiguió 19 goles.
Más tarde recalo en la liga de Catar (considerada como la mejor liga de Asia) donde jugó en el Al-Khor marcando 39 goles en dos temporadas.
Considerado como el mejor jugador árabe con apenas 22 años fue pretendido por el Sunderland AFC de la Premier League aunque prefirió jugar en el Al-Gharafa de Catar.
Jugó en todas las categorías con la Selección de fútbol de Irak y consiguió una Cuarta plaza que sabe a gloria en los Juegos Olímpicos de Atenas 2004 con selección sub-23, anotandole un gol a la Portugal de Cristiano Ronaldo en la victoria de Irak por 4-2.
Pero su mayor gloria fue el conquistar la Copa Asiática en el año 2007 al anotar el gol de la victoria en la final ante Arabia Saudí.
Nominado como mejor jugador asiático del año, a sus 24 años ha conseguido 30 goles con la selección iraquí. Es el actual capitán de esta selección y fue elegido mejor jugador de la Copa Asiática 2007. En este mismo año fue nominado al Ballon d'Or donde consiguió el lugar número 29.
Después de su participación en la Copa Asiática 2007, La Gazzetta dello Sport le otorgó el premio Premio internazionale Giacinto Facchetti por su fair play y honestidad; además el diario le otorgó una remuneración de 10 000 euros, la cual donó a la beneficencia.
Es el jugador que más cerca estuvo de ganar el Balón de Oro sin haber jugado en equipos europeos o americanos.